# 1951年反車臣人大屠殺
1951年反車臣人大屠殺，是發生在1951年4月10日-7月18日哈薩克斯坦東部三個城市(列寧諾戈爾斯克、厄斯克門、济良诺夫斯克)的種族騷動，起因起於一個聲稱車臣人涉嫌在宗教儀式使用東正教徒血液的謠言。
主要的騷亂發生在1951年4月10日，列寧諾戈爾斯克附近的車臣人聚居地。造成40個車臣人死亡，蘇聯當局後來逮捕了50位發起人和罪犯。